# Parc national Henri Pittier
Le parc national Henri Pittier est le premier parc national du Venezuela, il a été créé le 13 février 1937. 
Le nom du parc est un hommage rendu au biologiste suisse Henri François Pittier qui a compris le premier l'importance de la sauvegarde des richesses naturelles et de la nature, c’est-à-dire des écosystèmes. Grâce à lui, le système des parcs nationaux du Venezuela, riche aujourd'hui de plus de 40 unités, a été créé dès 1937.
La région montagneuse bordant la mer des Caraïbes devint le premier parc national en 1953. Il a une superficie de 1 078 km2 et s'étend depuis la côte caribéenne jusqu'à des régions montagneuses de l'intérieur du pays qui dominent la grande ville de Maracay, dont le Pico Ceniza.

## Flore
La flore du parc est exubérante. On y trouve des fougères arborescentes, des broméliacées et certaines espèces de plantes ornementales assez rares comme le Gunnera pittierana qui porte le nom d'Henri Pittier. La flore correspond à différents étages de végétation en altitude et est donc très variée à l'intérieur du parc

## Faune
Le parc héberge des pumas, des ocelots, des loutres, des tapirs, des kinkajous, des coatis, des porcs-épics, certaines espèces de serpent et de lézard et des grenouilles.

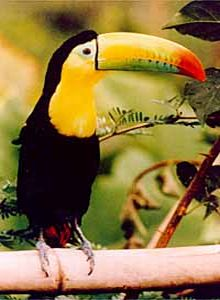
Toucan pêcheur abondant au Venezuela

Mais le parc est surtout renommé pour ses oiseaux. Il se fait qu'il se situe sur la route de bien des espèces migratoires. 
Comme en beaucoup d'endroits en Amérique du Sud, les oiseaux sont remarquablement abondants. On y retrouve non moins de 550 espèces soit 40 % des oiseaux vénézuéliens.
Paso Portachelo, l'endroit le plus bas sur la côte, est un vrai carrefour pour des milliers d'oiseaux migrateurs, et cela, chaque saison migratoire. C'est le meilleur observatoire de la vie des oiseaux dans ce parc. Parmi les espèces remarquables peuvent être cités des perruches, des faucons, des aigles, des milans, des toucans, des oropendolas, des perroquets, des chouettes, des geais, des caciques, des chachalacas et des pics.